# Huis Brakestein
Het huis Brakestein is een buitenplaats nabij Oudeschild op het Nederlandse waddeneiland Texel. Het huis dateert uit de 17e eeuw. Het is genoemd naar de familie Braak, die het in 1668 in bezit kreeg toen Jan Pietersz Braeck het huis en de bijbehorende grond kocht van zijn schoonvader Adriaan Jansz. Smit, die het in 1661 had verworven. Het huis is gelegen tegenover de  Wezenputten, aan het zogeheten Skillepaadje.

## Geschiedenis

### 17e - 19e eeuw
Nadat Jan Pietersz Braeck het huis in 1668 in bezit kreeg, liet hij het verfraaien en werd een geometrische tuin aangelegd met een boomgaard en een moestuin binnen een tuingracht. Het huis heette toen nog ‘het Huis aan den Put’, maar werd rond 1745 vernoemd naar de familie Braak.
De laatste nazaat daarvan verkocht het huis Brakestein in 1786 aan Leendert den Berger, opzichter van ’s Lands Werken op Texel, die in 1775 al de boerderij en bijbehorende gronden had gekocht. Den Berger trouwde met Antje Zuijdewind en zij gingen in 1786 op Brakestein wonen. Den Berger verfraaide het huis en de tuin.
In 1831 werd de nalatenschap van Matthijs en Annaatje Leendertsz den Berger - waaronder Brakestein - geveild. De nieuwe eigenaren van het huis behoorden tot een rijke boerenfamilie, de familie Dijksen. Zij gingen het huis niet zelf bewonen, en in de tweede helft van de negentiende eeuw trad het verval in.
In 1898 was het huis dermate verwaarloosd dat men besloot tot gedeeltelijke sloop en een ingrijpende verbouwing. Zo werd de 18 meter brede voorgevel versmald tot 12 meter, en de aangebouwde stolpboerderij en het achterhuis werden gesloopt. Van de rest van het huis bleven de gevels en binnenmuren grotendeels staan. Enkele rijk beschilderde onderdelen uit het huis werden verwijderd en verplaatst. Eén van de beschilderde kamerscheidingswanden is nu te zien in Hotel De Lindeboom in Den Burg.

### Na 1900
In 1926 werd het huis weer verbouwd, naar min of meer de huidige toestand: het dak werd vervangen, er werden dakkapellen aangebracht en op de eerste verdieping werden slaapkamers gemaakt. Ook werd een bijkeuken aangebouwd.
In 1971 overleed de toenmalige eigenaresse Johanna Everts. Haar drie kinderen erfden haar bezittingen. In 1990 verkochten zij Brakestein.
In 2018 kochten de huidige eigenaars Brakestein. Het huis wordt particulier bewoond en is niet publiek toegankelijk.
Op 11 januari 2019 is de stichting Buitenplaats Brakestein opgericht, die als doel heeft: de tuinen van de voormalige Texelse buitenplaats Brakestein herstellen, openstellen en beleefbaar maken voor bewoners en bezoekers van Texel. De tuin is thans wel vrij toegankelijk voor publiek.